# Albert Rieux
Albert Rieux est un comédien français né Antoine Raymond Jean Albert Rieux le 6 octobre 1914 à Albi et mort le 15 avril 1983 à Agos-Vidalos (Hautes-Pyrénées).

## Biographie
Il est né en octobre 1914 à Argelès-Gazost, dans les Hautes-Pyrénées, peu après le début de la Première Guerre mondiale. Mobilisé en 1939, il est démobilisé après l'armistice, durant le second semestre 1940, comme une grande partie des conscrits non prisonniers de l'armée française défaite (seules quelques unités viennent constituer l'armée de Vichy). Installé en zone libre, il veut devenir comédien, et prend contact avec Alexandre Arquillière, qui vient de créer le Théâtre du Forez à Boën-sur-Lignon, à quarante kilomètres de Saint-Étienne. Mais avant même d'être définitivement retenu, un réalisateur de film, Émile Couzinet, informé par Alexandre Arquillères que ce débutant, qui semble doué, est disponible, le contacte pour tourner un film en Andorre, Andorra ou les hommes d'airain.
Ayant mis un pied dans le cinéma, il obtient ensuite quelques-autres seconds rôles, pendant la Seconde Guerre mondiale, tournant notamment avec Émile Couzinet, mais aussi André Cayatte. Au lendemain de la Seconde Guerre mondiale, il devient parisien, et  fait partie du spectacle d'un music-hall, au Bobino. Il tente l'écriture. Il est notamment un des auteurs, avec Robert Vattier, de Homard à l'américaine, une pièce assez traditionnelle et divertissante qu'ils interprètent aussi, tenant les rôles principaux, au Théâtre de l'Oeuvre en 1947. Il avait connu Robert Vattier, justement, lors du tournage de son premier film, Andorra ou les Hommes d'airain, et avait déjà écrit une autre pièce avec lui, Gil Blas de Santillane, en 1942, une adaptation pour le théâtre du roman éponyme d'Alain-René Lesage, mais elle n'avait pu être jouée. L'œuvre sera ultérieurement retravaillée par Guy Kerner pour un feuilleton à la télévision).
Il est retenu ensuite dans différents rôles, essentiellement au théâtre, durant les années 1950, 1960 et 1970. Robert Vattier et lui se lancent à nouveau, à quelques reprises, à écrire et à interpréter une pièce de théâtre, toujours dans un registre de divertissement, comme Gonzalo sent la violette, ou encore Oncle Job, éreinté par le critique du Monde, Robert Kemp. Publiée dans L'Avant-Scène, Gonzalo sent la violette se voit consacrer quelques lignes par Marcel Achard qui la qualifie de pochade philosophique manquant un peu d'action. Ces pièces sont assez vite oubliées, dans une scène théâtrale particulièrement novatrice à la même époque, et davantage marquée par des œuvres de Jean-Paul Sartre, de Samuel Beckett, d'Arthur Adamov, qui secouent les habitudes même si elles sont moins divertissantes, ainsi que par les mises en scène de Jean Vilar.
Il meurt à 68 ans, en 1983, dans son village natal, situé dans une vallée des Pyrénées.

## Filmographie

### Cinéma
- 1942 : Andorra ou les hommes d'airain, d'Émile Couzinet : Nyerro
- 1942 : La Fausse Maîtresse, d'André Cayatte : Rigaux
- 1943 : Le Brigand gentilhomme, d'Émile Couzinet : Vicente
- 1950 : La Dame de chez Maxim, de Marcel Aboulker

### Télévision
- 1974 : Gil Blas de Santillane, feuilleton télévisé créé par Guy Kerner, Albert Rieux et Robert Vattier, réalisé par Jean-Roger Cadet

## Théâtre

### Auteur
- 1942 : Gil Blas de Santillane, de Robert Vattier et Albert Rieux, non représenté.
- 1947 : Homard à l'américaine de Robert Vattier et Albert Rieux, mise en scène Marcelle de Kensac, Théâtre de l'OEuvre
- 1956 : Oncle Job de Robert Vattier et Albert Rieux, théâtre de l'Apollo
- 1958 : Gonzalo sent la violette d'Albert Rieux et Robert Vattier, mise en scène Maurice Teynac, Théâtre Saint-Georges

### Comédien
- 1950 : Les Maîtres Nageurs de Marcel Franck, mise en scène Émile Dars, Théâtre des Célestins
- 1952 : La Feuille de vigne de Jean Bernard-Luc, mise en scène Pierre Dux, Théâtre de la Madeleine
- 1953 : La Feuille de vigne de Jean Bernard-Luc, mise en scène Pierre Dux, Théâtre des Célestins
- 1953 : Le Voyageur sans bagage de Jean Anouilh, mise en scène Georges Pitoeff, Théâtre des Célestins
- 1954 : La Maison de la nuit de Thierry Maulnier, mise en scène Marcelle Tassencourt & Michel Vitold, Théâtre des Célestins
- 1955 : Affaire vous concernant de Jean-Pierre Conty, mise en scène Pierre Valde, Théâtre des Célestins
- 1956 : La Tour de Nesle de Frédéric Gaillardet d'après Alexandre Dumas, mise en scène Jean Le Poulain, Théâtre des Mathurins
- 1956 : La Femme du siècle de Claude Schnerb, mise en scène Jacques-Henri Duval, Théâtre des Célestins
- 1957 : Marie Tudor de Victor Hugo, mise en scène Jean Vilar, Théâtre des Célestins
- 1957 : Jupiter de Robert Boissy, mise en scène Jacques-Henri Duval, Théâtre des Célestins
- 1958 : La Mouche bleue de Marcel Aymé, mise en scène Claude Sainval, Théâtre des Célestins
- 1959 : Ange le Bienheureux de Jean-Pierre Aumont, mise en scène Jacques Charon, Théâtre des Célestins
- 1960 : Un ange qui passe de Pierre Brasseur, mise en scène de l'auteur, Théâtre des Célestins
- 1960 : Léocadia de Jean Anouilh, mise en scène Roland Piétri, Théâtre des Célestins
- 1961 : Les Séquestrés d'Altona de Jean-Paul Sartre, mise en scène François Darbon, Théâtre des Célestins
- 1961 : Jean de la Lune de Marcel Achard, mise en scène Pierre Dux, Théâtre des Célestins
- 1963 : Le Misanthrope de Molière, mise en scène Pierre Dux, Théâtre des Célestins
- 1964 : Mon Faust de Paul Valéry, mise en scène Pierre Franck, Théâtre des Célestins
- 1965 : Chat en poche de Georges Feydeau, mise en scène Jean-Laurent Cochet, Théâtre des Célestins, tournée Herbert-Karsenty
- 1967 : Croque-monsieur de Marcel Mithois, mise en scène Jean-Pierre Grenier, Théâtre des Célestins
- 1967 : Adorable Julia de Marc-Gilbert Sauvajon d'après Somerset Maugham, mise en scène Jean-Laurent Cochet, Théâtre des Célestins, tournée Herbert-Karsenty
- 1968 : Fanny de Marcel Pagnol, mise en scène Henri Vilbert, Théâtre des Célestins
- 1969 : Quoat-Quoat de Jacques Audiberti, mise scène Georges Vitaly, Théâtre des Célestins
- 1969 : Pygmalion de George Bernard Shaw, mise en scène Pierre Franck, Théâtre des Célestins
- 1970 : La Puce à l'oreille de Georges Feydeau, mise en scène Jacques Charon, Théâtre des Célestins
- 1971 : Croque-monsieur de Marcel Mithois, mise en scène Jean-Pierre Grenier, Théâtre des Célestins
- 1971 : Une fille dans ma soupe de Terence Frisby, adaptation Marcel Moussy, Théâtre des Célestins
- 1972 : Un sale égoïste de Françoise Dorin, mise en scène Michel Roux, Théâtre des Célestins
- 1972 : Le Faiseur de Honoré de Balzac, mise en scène Pierre Franck, Théâtre Montansier, Théâtre des Célestins, tournée
- 1976 : Le Médecin malgré lui de Molière, mise en scène Jean Meyer, Théâtre des Célestins, Théâtre de Boulogne-Billancourt
- 1977 : Le Scénario de Jean Anouilh, mise en scène Jean Anouilh & Roland Piétri, Théâtre des Célestins, tournée Herbert-Karsenty
- 1979 : Les Vignes du seigneur de Robert de Flers et Francis de Croisset, mise en scène Francis Joffo,  Théâtre des Célestins